# Stiftinga Sunnmøre Museum
Stiftinga Sunnmøre Museum er sammenslutning af 12 museer i Sunnmøre.
Museet inkluderer følgende afdelinger:
- Sunnmøre Museum i Borgundgavlen i Ålesund
- Aalesunds Museum og fiskerimuseet i Ålesund
- Brudavolltunet i Ørsta
- Dalsfjord fyrmuseum i Dalsfjorden i Volda
- Godøy Kystmuseum på Godøya i Giske
- Herøy Kystmuseum i Herøy
- Norsk Møbelfaglig Senter i Sykkylven
- Sivert Aarflot-museet på Ekset i Volda
- Sykkylven Naturhistoriske Museum i Sykkylven
- Volda Bygdetun i Volda
- Ytste Skotet i Stordal kommune
- Landbruksmuseet for Møre og Romsdal på Gjermundnes i Vestnes